# Linhomoeidae
Linhomoeidae är en familj av rundmaskar. Linhomoeidae ingår i ordningen Monhysterida, klassen Adenophorea, fylumet rundmaskar och riket djur. Enligt Catalogue of Life omfattar familjen Linhomoeidae 98 arter. 

## Dottertaxa till Linhomoeidae, i alfabetisk ordning[1][2]
- Allgenia
- Anticyathus
- Anticyclus
- Aponcholaimus
- Bathylaimella
- Chloronemella
- Coninckia
- Cryptolaimus
- Desmolaimus
- Didelta
- Disconema
- Eleutherolaimus
- Eumorpholaimus
- Filipjeviella
- Halicylindrolaimus
- Halinema
- Linhomoella
- Linhomoeus
- Metalaimus
- Metalinhomoeus
- Monhysteroides
- Nijhoffia
- Pandolaimus
- Paraegialoalaimus
- Paraegialolaimus
- Paralinhomoeus
- Perilinhomoeus
- Prolinhomoeus
- Prosphaerolaimus
- Sarsonia
- Sphaerocephalum
- Terschellingia
- Terschellingioides
- Tubolaimoides